# Biała (dopływ Orlanki)
Biała (Białka) – rzeka, lewy dopływ Orlanki o długości 34,17 km. 
Rzeka wypływa z łąk w okolicy wsi Toporki. Przepływa następnie przez Malinniki, Paszkowszczyznę, Koszki, Podbiele (kolonia wsi Dubiażyn), Kozły, Lewki, Bielsk Podlaski, Białą, a do Orlanki uchodzi w pobliżu wsi Hryniewicze Duże.